# Włodzisław Duch
Włodzisław Duch (ur. 27 lipca 1954 w Kwidzynie) – polski naukowiec, profesor nauk fizycznych specjalizujący się w informatyce stosowanej, neuroinformatyce, sztucznej inteligencji, uczeniu maszynowym, kognitywistyce i neurokognitywnych technologiach.  
W latach 2014–2015 podsekretarz stanu w Ministerstwie Nauki i Szkolnictwa Wyższego. W latach 2012–2014 prorektor Uniwersytetu Mikołaja Kopernika w Toruniu (UMK) ds. Badań Naukowych i Informatyzacji. Jest kierownikiem Laboratorium Neurokognitywnego w Interdyscyplinarnym Centrum Nowoczesnych Technologii UMK. 

## Życiorys
W 1972 ukończył Liceum Ogólnokształcące w Kwidzynie i podjął studia na Uniwersytecie Mikołaja Kopernika w Toruniu. Studia z zakresu fizyki teoretycznej ukończył z wyróżnieniem w 1977. 
Od 1980 pracował w Instytucie Fizyki UMK. W 1980 na UMK obronił z wyróżnieniem doktorat, tematem jego rozprawy była Metoda bezpośredniego oddziaływania konfiguracyjnego, a promotorem Jacek Karwowski. Stopień doktora habilitowanego uzyskał w 1987, na podstawie rozprawy Graficzna reprezentacja przestrzeni modelowych. W 1990 otrzymał stanowisko profesora nadzwyczajnego UMK, a w 1997 tytuł profesora nauk fizycznych. W latach 1988–91 kierował Zakładem, a potem Katedrą Informatyki Stosowanej UMK. Od 2012 był prorektorem Uniwersytetu Mikołaja Kopernika ds. badań naukowych i informatyzacji. 22 kwietnia 2014 został podsekretarzem stanu w Ministerstwie Nauki i Szkolnictwa Wyższego. Z funkcji tej został odwołany 1 grudnia 2015.
W latach 1980–1982 przebywał jako profesor wizytujący (ang. visiting professor) w University of Southern California, potem pracował w Instytucie Astrofizyki Max-Plancka w Monachium (1984–2001), Instytucie Badań Psychologicznych Maxa Plancka w Monachium, Instytucie Technologicznym Kyushu (Kyushu Institute of Technology), Uniwersytetach Tokyo, Rikkyo i Meiji w Japonii, University of Florida (Gainesville, USA), Uniwersytecie Alberty w Edmonton w Kanadzie, Uniwersytecie Louisa Pasteura w Strasburgu. Od 2003 do 2012 z niewielkimi przerwami pracował na Wydziale Inżynierii Komputerowej Uniwersytetu Technologicznego Nanyang w Singapurze, w ostatnich 3 latach jako Nanyang Visiting Professor. 
Jest autorem lub współautorem publikacji w czasopismach specjalistycznych oraz książek. Oprócz fizyki teoretycznej i informatyki stosowanej, zajmuje się także kognitywistyką, informatyką neurokognitywną i filozofią umysłu. W 2013 roku zorganizował Laboratorium Neurokognitywne w Interdyscyplinarnym Centrum Nowoczesnych Technologii UMK, w którym prowadzone są prace eksperymentalne, m.in. przy użyciu technik EEG, TMS, fMRI, testów psychometrycznych i audiometrycznych, oraz rozwijane są technologie neurokognitywne. 
Pracował jako ekspert w 5, 6, i 7 Programie Ramowym Unii Europejskiej, i programie Horizon 2020, oceniając projekty badawcze. Brał udział w tworzeniu sieci SINTELNET (projekt na temat Inteligencji Społecznej) w Polsce, panelach przygotowujących tematy do kolejnych konkursów w ramach europejskich programów ramowych, w tym obecnego programu Horizon 2020, projektów w ramach Przyszłych Pojawiających się Technologii (FET), grupy konsultacyjnej „Ponad Horyzontem”, pracach sieci „Sztucznych Systemów Kognitywnych”, dwustronnych projektach współpracy Polsko-Francuskiej, Niemieckiej i USA. W 1992 kierował grantem międzynarodowym „Komputerowo Wspomagana Edukacja” z budżetem miliona dolarów. Był też kierownikiem grantów krajowych na temat metod uczenia maszynowego, selekcji informacji, symulacji sieci neuronowych w przypadku autyzmu i ADHD, badań eksperymentalnych nad rozwojem słuchu fonematycznego i pamięci roboczej niemowląt. 
Był lub jest członkiem towarzystw naukowych: przez dwie kadencje (2006–2011) był Prezydentem Europejskiego Stowarzyszenia Sieci Neuronowych, w 2013 został też wybrany na członka honorowego (Fellow) Międzynarodowego Stowarzyszenia Sieci Neuronowych (tylko
dwie inne osoby z Europy były w 2013 w tym gronie). Jest też członkiem kilku komitetów w ramach Stowarzyszenia Inteligencji Obliczeniowej (a wcześniej Stowarzyszenia Sieci Neuronowych) IEEE, w latach 2010–13 był wiceprezydentem grupy „W kierunku inteligencji na poziomie człowieka” (Task Force on Towards Human-like Intelligence) tego stowarzyszenia, wiceprezydentem Międzynarodowego Stowarzyszenia Nauk o Informacji i Zarządzaniu (International Association for Information and Management Sciences), założonego przez najlepsze uczelnie Chin, Tajwanu i Japonii, członkiem grupy doradców naukowych Międzynarodowego Stowarzyszenia Badań Nad Mózgiem (International Brain Research Foundation, USA), oraz Instytutu Mózg-Umysł (Brain-Mind Institute, USA) i Międzynarodowej Fundacji Lifeboat. Był członkiem 6 sieci europejskich zajmujących się systemami kognitywnymi, badaniami nad mózgiem i świadomością. Był członkiem Polskiego oraz Europejskiego Towarzystwa Fizycznego, członkiem Sekcji Chemii Kwantowej Polskiego Towarzystwa Chemicznego, członkiem założycielem Polskiego Towarzystwa Kognitywistycznego, oraz Polskiego Towarzystwa Sieci Neuronowych, członkiem zarządu Polskiego Stowarzyszenia Sztucznej Inteligencji. Był członkiem-założycielem (1997) i wiceprzewodniczącym (2001) Sekcji Fizyki Obliczeniowej Komitetu Fizyki PAN. Został wybrany na członka kilku Komitetów PAN: Sekcji Automatyki, Robotyki, Sieci Neuronowych i Logiki Rozmytej, Sekcja Nauk Obliczeniowych Komitetu Informatyki, jest obecnie przez trzecią kadencję członkiem Komitetu Neurobiologii. Od 2008 roku jest członkiem składającego się z 6 osób Komitetu Doradczego INEB-Instituto de Engenharia Biomédica, Uniwersytetu w Porto, Portugalia. 
Jest (bądź też był) członkiem rad wydawniczych ponad 20 międzynarodowych czasopism specjalistycznych z fizyki komputerowej, informatyki, sztucznej inteligencji, sieci neuronowych, inteligencji obliczeniowej, nieliniowej fizyki biomedycznej, nauk behawioralnych i filozoficznych. Lista jego publikacji obejmuje 5 książek, 21 książek współredagowanych (głównie wydanych przez Springera), ponad 340 publikacji recenzowanych w czasopismach i książkach, oraz ponad 115 artykułów popularnych, raportów technicznych i ponad 140 abstraktów. Brał udział w ponad 550 konferencjach i szkołach naukowych, wygłaszając wiele referatów plenarnych i referatów w licznych ośrodkach naukowych na świecie. W 2015 roku kierowany przez niego zespół otrzymał 4 złote medale na konkursach wynalazków w Paryżu (Concours Lépine), INPEX w Pittsburgu, USA, INNOVA EUREKA w Brukseli oraz INTARG w Krakowie.  
W latach 1989–91 był pierwszym na UMK Pełnomocnikiem Rektora ds. Komputeryzacji, zajmował się Resortowym Programem Badawczo-Rozwojowym „Informatyzacja procesów dydaktycznych i naukowo badawczych w szkołach wyższych”, tworząc pierwsze laboratoria komputerowe na Uniwersytecie Mikołaja Kopernika, programy powszechnego nauczania informatyki, lokalne sieci komputerowe, był też współzałożycielem jednego z trzech pierwszych serwerów WWW w Polsce. Od 1990 kierował Katedrą Metod Komputerowych, która w 2002 roku zmieniła nazwę na Katedrę Informatyki Stosowanej, wraz ze zmianą nazwy całego wydziału na Wydział Fizyki, Astronomii i Informatyki Stosowanej. W latach 90. przyczynił się do powstania kierunku Informatyka na Wydziale Matematyki UMK, stworzył specjalizację „Fizyka Komputerowa” na Wydziale Fizyki i Astronomii, a potem wraz z współpracownikami unikatowe studia inżynierskie z Informatyki Stosowanej. Od 1998 zaangażował się w tworzenie kognitywistyki w Polsce, był jednym z twórców unikatowego kierunku studiów w tej dziedzinie uruchomionego na UMK w 2009.
W latach 1998–2008 był prezesem firmy DuchSoft, współpracującej z oddziałem firmy Fujitsu zajmującym się rozwojem oprogramowania do analizy danych (data mining), a w 2001–2002 był prezesem zarządu firmy Kopernik.pl, działającej w branży teleinformatycznej. 
Jest żonaty, ma dwoje dzieci, syna, ur. 1978 i córkę, ur. 1980.

## Wybrane publikacje
- Fascynujący świat komputerów (1997, ISBN 83-86969-09-1)
- Fascynujący świat programów komputerowych (1997, ISBN 83-85060-92-8)
- Metody uczenia maszynowego w analizie danych psychometrycznych: zastosowanie do wielowymiarowego kwestionariusza osobowości MMPI-WISKAD (1999, współautor, ISBN 83-231-0986-9)
- Sieci neuronowe (2000, współredaktor, ISBN 83-87674-18-4)